# Agiommatus viridis
Agiommatus viridis är en stekelart som först beskrevs av Girault 1913.  Agiommatus viridis ingår i släktet Agiommatus och familjen puppglanssteklar. Inga underarter finns listade i Catalogue of Life.